# Samuel Smiles
Samuel Smiles ejtsd: 'szmájlsz' (Haddington, 1812. december 23. – Kensington, 1904. április 16.) skót író, aki elsősorban a neveléssel kapcsolatos műveket adott ki.

## Élete és művei
A skóciai Haddington városában született. Fiatalon orvosi pályára készült, hamarosan azonban az irodalomra tért át. Életét a London melletti Blackheathban töltötte.

## Jelentősebb művei
- Railway property (1849)
- Life of George Stephenson (1864)
- Selfhelp (1860)
- Workmen's earnings, strikes and wages (1861)
- Lives of engineers I–V. (1874)
- Lives of Boulton and Watt (1866)
- The Hugenots (1876)
- Scotch, naturalist (1876)
- George Moore (1878)
- Robert Dick, botanist (1878)
- Duty (1880)
- James Nasmiyth, engineer (1883)
- Men of invention adn industry (1884)
- Life and labour (1887)
- Jasmin Barber, poet, philanthropist (1891)

Érdekesség, hogy több művét még 19. században magyar nyelvre fordította, és magyar példákkal egészítette ki Könyves Tóth Kálmán.

## Magyarul megjelent művei

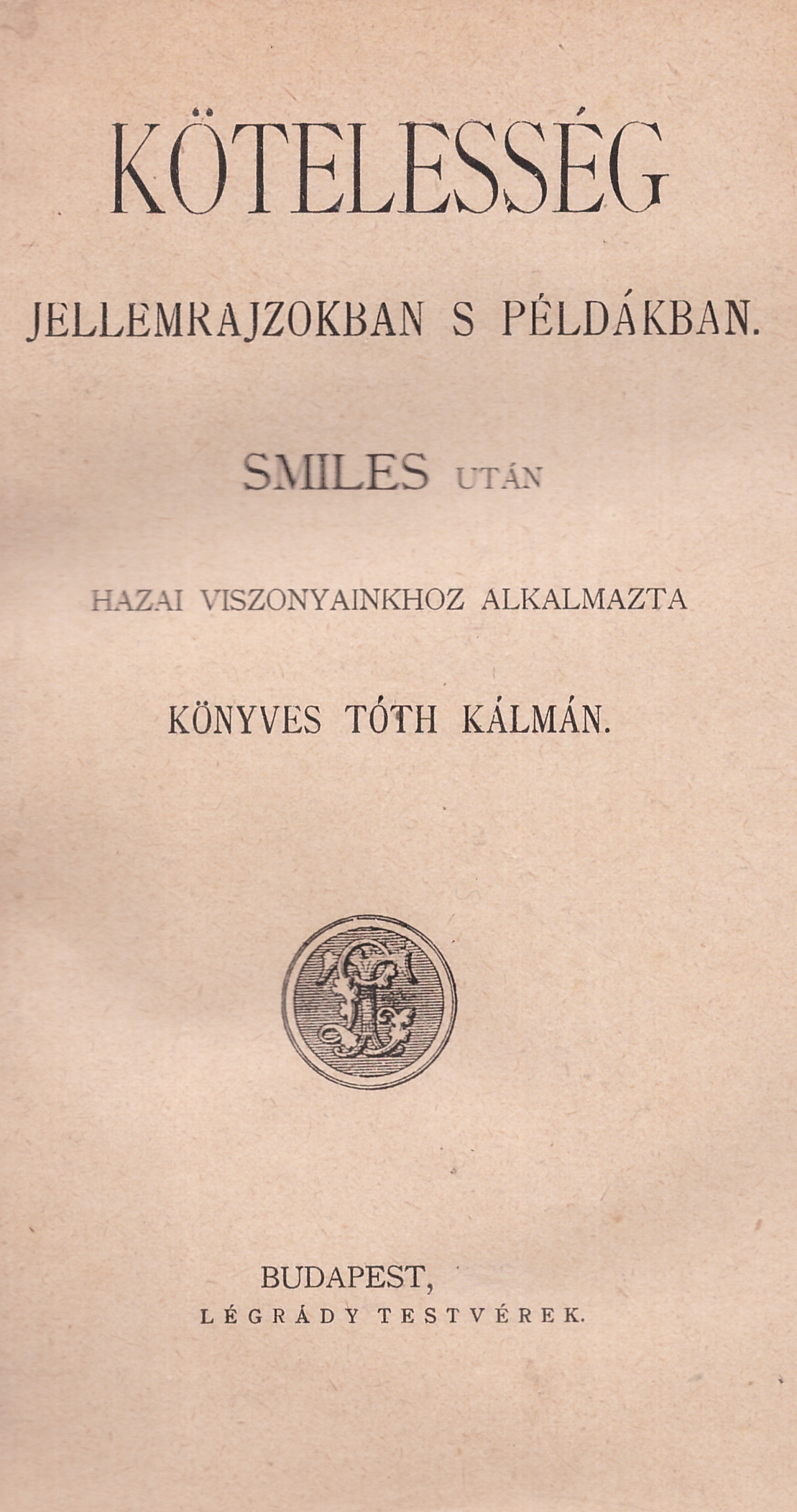
Kötelesség – jellemrajzokban és példákban

- Önsegély. Élet- és jellemrajzok által fejtegetve I. Smiles "Self help" czímű munkája után átdolgozta Szabó Richárd; Corvina, Pest, 1870 (A Corvina ifjúsági könyvtára)
- Takarékosság – Smiles után a hazai viszonyokhoz alkalmazta Könyves Tóth Kálmán, Légrády Testvérek, Budapest, 1878, 388 o.
- Önsegély élet- és jellemrajzokban; Smiles nyomán ford. és a hazai viszonyokhoz alkalmazta Könyves Tóth Kálmán; 2. bőv. kiad.; Légrády, Bp., 1879
- Jellem; Légrády Testvérek, Budapest, 1880, 407 o.
- Kötelesség – jellemrajzokban és példákban, Légrády Testvérek, Budapest, 1882, 383 o.
- (Hugo Schramm-Macdonalddal): A boldogulás útja, Lampel Róbert Könyvkereskedése, Budapest, 1882, 91 o.
- Élet és munka, vagy Munkás, művelt és tudós férfiak jellemrajza; ford. Dáni Ede; Lévai, Bp., 1897
- A boldogulás útja; Smiles-Shramm után a magyar viszonyokhoz alkalmazta Kárffy Ödön; Lampel, Bp., 1904
- A kötelesség; Pfeifer Manó, Bp., 1906 (Közhasznú könyvtár)
- A jellem; Pfeifer Manó, Bp., 1906 (Közhasznú könyvtár)
- Takarékosság; Pfeifer Manó, Bp., 1906 (Közhasznú könyvtár)